# Jofre Ibáñez II. de Sasiola
Jofre Ibáñez II. de Sasiola (* 1456; † 1525) war Alcalde und von 1485 bis 1489 Botschafter des katholischen Königspaares bei Heinrich VII.von England.

## Leben
Seine Eltern waren María Ruiz de Irarrazábal und Jofre Ibañez de Sasiola. Ein Bruder seines Vaters, Lope Ibánez de Sasiola, hatte am 26. Januar 1418 das Haus Sasiola gegründet. Seine Schwester war Gracia Ibánez de Sasiola. Jofre ließ sich 1456 im Ort Deba am Fluss Deba nieder und heiratete María Ibáñez de Ojanguren. Ihr erstgeborener Sohn war Martín Ochoa de Sasiola.
Jofre Ibáñez de Sasiola wurde Alcalde der Gemeinde Deba.
Sasiola war ein Freund von König Eduard IV. von England und wurde 1477 zum Botschafter des kastilischen Hofes in England ernannt. Auf die persönliche Initiative von Sasiola hin wurden die Korsarenkriege zwischen baskischen und englischen Seehändlern durch Verträge beigelegt, welche teilweise in Deba unterzeichnet wurden.
1481 wohnte Sasiola in Zumaia und formulierte mit dem Bachiller Pero Diez de Mihurubia aus Valladolid einen Schiedsspruch im Fall des Fernando Iceta. Die Gemeinde Zumaia hatte dagegen geklagt, dass Iceta unbefristeten das Amt des Propstes wahrnahm. Der Schiedsspruch sah vor, dass Iceta alle ihm im Zusammenhang mit der Wahrnehmung seiner Aufgaben in Besitz gekommenen Unterlagen an die Gemeinde gibt und über die Besetzung der Probststelle für fünf Jahre eine Wahl der Gemeinde entscheidet.
Jofre de Sasiola war ein Händler aus dem Baskenland, welcher als Richter in Schiedsverfahren bei Streitigkeiten zwischen England und Kastilien berufen wurde.
Jofre Ybayñez de Sasiola war Mitglied des Consejo Real, welcher im Zug der Reconquista aus dem Rat des Santiagoordens entstanden und das Regierungsgremium von Ferdinand II. war. Jofre Ybayñez de Sasiola war einer der Botschafter des katholischen Königspaares, welche den Staatsvertrag mit Heinrich VIII. von England aushandelten.